# Siobhán Donaghy

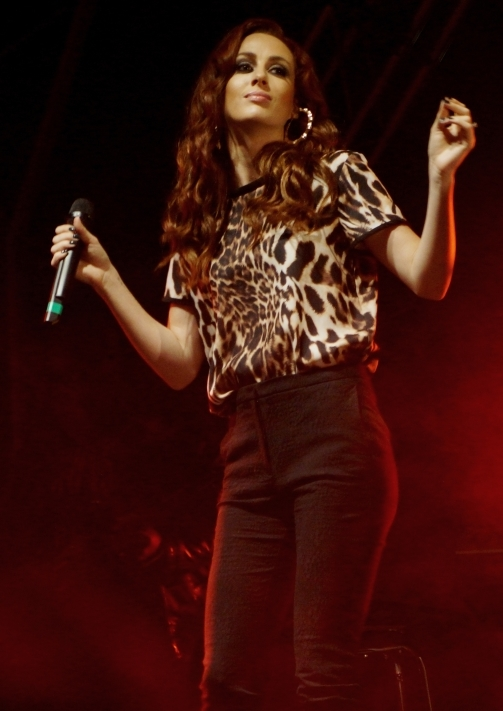
Siobhán Donaghy (2013)

Siobhán Emma Donaghy (* 14. Juni 1984 in London) ist eine britische Sängerin irischer Abstammung. Bekannt wurde sie als Gründungsmitglied der britischen Girlgroup Sugababes, von der sie sich Ende 2001 trennte. 2013 fand allerdings das ursprüngliche Trio wieder unter dem Namen Mutya Keisha Siobhan (MKS) zusammen und fing wieder an, gemeinsam Musik zu produzieren. Mittlerweile dürfen sie zu dritt wieder als Sugababes Musik veröffentlichen und hatten 2022 ihre erste Tour im Vereinigten Königreich in dieser Formation.

## Wirken

### Sugababes
→ Siehe Hauptartikel: Sugababes
1998 lernte Donaghy auf einer Party Mutya Buena und Keisha Buchanan kennen und nahm Kontakt zum Produzenten Cameron McVey auf. Die Sugababes wurden gegründet. Ende 2001 trennte sie sich von der Band und wurde Anfang 2002 von Heidi Range, einer der ehemaligen Atomic-Kitten-Sängerinnen, ersetzt. Danach verfolgte sie eine Solokarriere.

### Solo

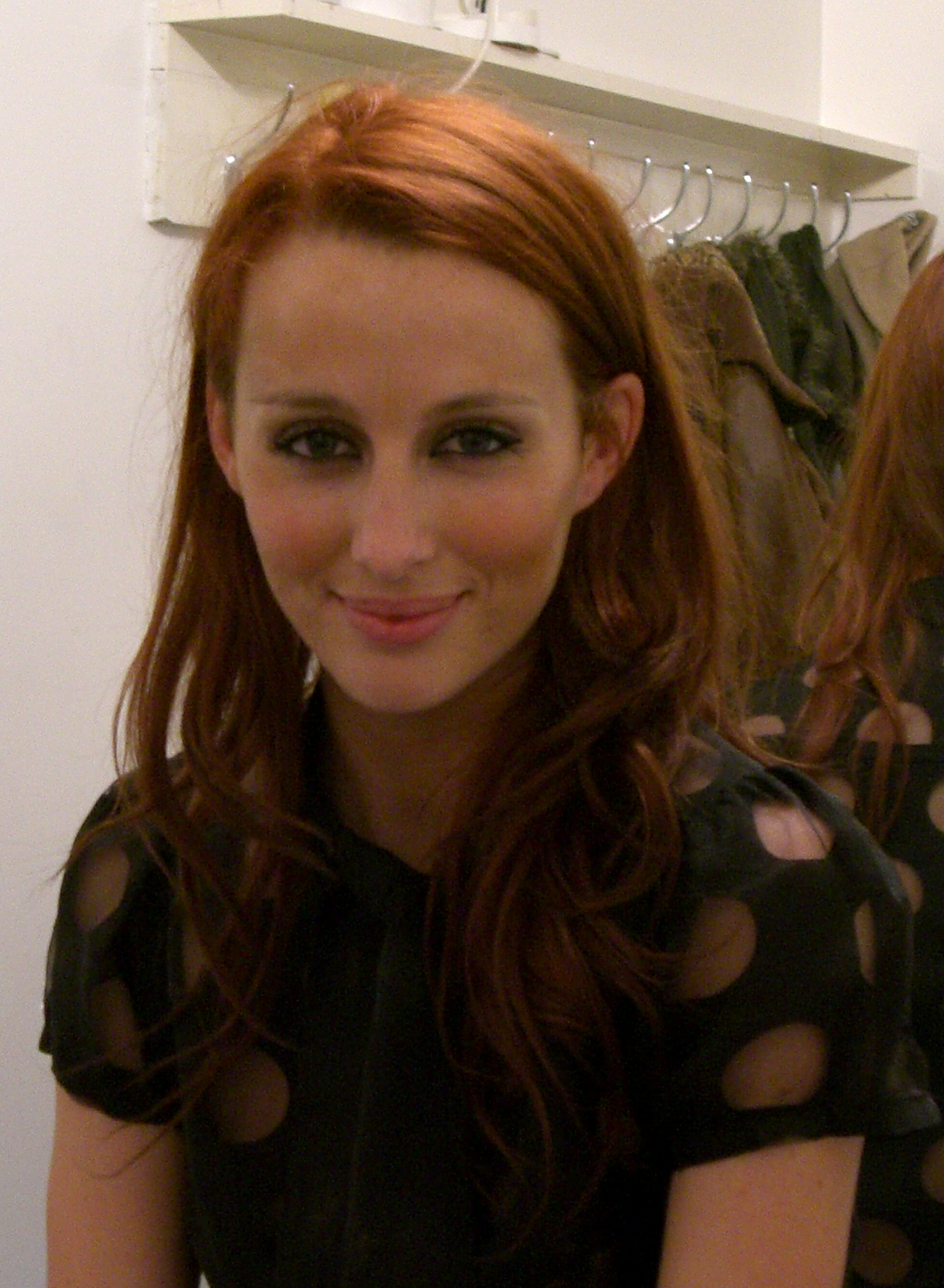
Siobhán Donaghy (2007)

Das im September 2003 veröffentlichte erste Soloalbum von Donaghy trägt den Namen Revolution in Me. Im Vergleich zu den Sugababes-Liedern wird die Musik des Solodebüts meist als weniger fröhlich empfunden, orientiert sich zwar am Pop-Stil der Sugababes, jedoch mit Einflüssen aus Elektronischer Musik, Indie und Experimental.
Zwei Songs wurden als Singles ausgekoppelt. Im Juni 2003 erschien Overrated, welcher Platz 19 in den englischen Charts erreichte. Die zweite Single Twist of Fate erschien im September 2003, erreichte aber keine höhere Chartplatzierung. Da die Verkaufserfolge der Singles als auch des Albums unter den Erwartungen blieben, verlor Donaghy wenig später ihren Plattenvertrag bei London Records.
2005 war Donaghy auf dem Album Signs of a Struggle von Mattafix als Background-Sängerin in den Songs To & Fro und Everyone Around You zu hören, ebenso in Morcheebas Song Everybody Loves a Loser. Mitte 2006 wurden Lieder ihres zweiten Albums, das im Juni 2007 unter dem Namen Ghosts erschienen ist, auf Donaghys MySpace-Seite veröffentlicht.
Nach vier Jahren erschien im April 2007 die erste Single Don’t Give It Up aus dem zweiten Album Ghosts; das Video dazu wurde unter Regie von Sophie Muller in Marokko gedreht. Die zweite Single So You Say erschien Anfang Juli 2007. Danach wirkte sie im Musical RENT im Londoner West End mit, welches von Oktober 2007 bis Februar 2008 lief. Dort spielte sie die Rolle der Mimi.
Im Jahr 2009 wirkte sie an dem Song Styfling der Band Square One mit. Der Song konnte allerdings in keinem Land die Charts erreichen. Obwohl sie im Januar 2009 in einem Interview sagte, dass sie keine weitere Veröffentlichung eines Albums plane, sagte sie im Juni 2009 in einem Interview, dass sie an neuer Musik arbeiten würde, war sich allerdings unsicher, ob sie die Arbeiten daran beenden würde.

### Mutya Keisha Siobhan und Wiedervereinigung der Sugababes
Am 20. Juli 2012 wurde über Siobhan Donaghys Twitter-Account sowie über die Musikwebseite Popjustice. bekanntgegeben, dass sich die Ursprungsmitglieder der Sugababes unter neuem Namen reformiert haben. Zukünftig werde die Band unter dem Namen Mutya Keisha Siobhan auftreten. Seit 2019 nennt sich das Trio wieder Sugababes.

## Diskografie

### Solokarriere
Studioalben

| Jahr | Titel            | Höchstplatzierung, Gesamtwochen, AuszeichnungChartplatzierungen (Jahr, Titel, Platzierungen, Wochen, Auszeichnungen, Anmerkungen) | Höchstplatzierung, Gesamtwochen, AuszeichnungChartplatzierungen (Jahr, Titel, Platzierungen, Wochen, Auszeichnungen, Anmerkungen) | Höchstplatzierung, Gesamtwochen, AuszeichnungChartplatzierungen (Jahr, Titel, Platzierungen, Wochen, Auszeichnungen, Anmerkungen) | Höchstplatzierung, Gesamtwochen, AuszeichnungChartplatzierungen (Jahr, Titel, Platzierungen, Wochen, Auszeichnungen, Anmerkungen) | Anmerkungen                              |
| Jahr | Titel            | DE | AT | CH | UK | Anmerkungen                              |
| ---- | ---------------- | --- | --- | --- | --- | ---------------------------------------- |
| 2003 | Revolution in Me | — | — | — | — | Erstveröffentlichung: 29. September 2003 |
| 2007 | Ghosts           | — | — | — | UK92 (1 Wo.)UK | Erstveröffentlichung: 25. Juni 2007      |

Singles

| Jahr | Titel Album                    | Höchstplatzierung, Gesamtwochen, AuszeichnungChartplatzierungen (Jahr, Titel, Album, Platzierungen, Wochen, Auszeichnungen, Anmerkungen) | Höchstplatzierung, Gesamtwochen, AuszeichnungChartplatzierungen (Jahr, Titel, Album, Platzierungen, Wochen, Auszeichnungen, Anmerkungen) | Höchstplatzierung, Gesamtwochen, AuszeichnungChartplatzierungen (Jahr, Titel, Album, Platzierungen, Wochen, Auszeichnungen, Anmerkungen) | Höchstplatzierung, Gesamtwochen, AuszeichnungChartplatzierungen (Jahr, Titel, Album, Platzierungen, Wochen, Auszeichnungen, Anmerkungen) | Anmerkungen                              |
| Jahr | Titel Album                    | DE | AT | CH | UK | Anmerkungen                              |
| ---- | ------------------------------ | --- | --- | --- | --- | ---------------------------------------- |
| 2003 | Overrated Revolution in Me     | — | — | — | UK19 (4 Wo.)UK | Erstveröffentlichung: 23. Juni 2003      |
| 2003 | Twist of Fate Revolution in Me | — | — | — | UK52 (1 Wo.)UK | Erstveröffentlichung: 15. September 2003 |
| 2007 | Don’t Give It Up Ghosts        | — | — | — | UK45 (2 Wo.)UK | Erstveröffentlichung: 16. April 2007     |

Weitere Veröffentlichungen
- 2003: Nothing but Song (als Shanghai Nobody)
- 2007: So You Say